# Kogaratsu
Kogaratsu est une série de bande dessinée d'aventure historique franco-belge créée par le scénariste Bosse et le dessinateur-coloriste Marc Michetz. 
Elle a été publiée dans le journal Spirou à partir du no 2338 en février 1983, puis en albums cartonnés à partir de 1985 chez Dupuis, dans la collection « Dupuis Aventures ».
Kogaratsu est un rōnin du Japon médiéval qui erre de village en village, louant ses services de guerrier ou réparant l'injustice quand elle se présente.

## Descriptions

### Synopsis
1610, île d'Hokkaidō. Nakamura Kogaratsu, jeune samouraï talentueux, aide le fils de son ancien seigneur à reprendre ses terres. Contraint de renoncer à la femme qu'il aime, nièce du shogun Tokugawa, il devient rōnin et erre sur les routes. Les rencontres qu'il y fait sont à l'origine d'aventures où se mêlent sens de l'honneur, trahisons et complots. Arrogant et présomptueux, Kogaratsu mûrit, s'avérant à chaque étape plus sage mais aussi plus redoutable dans les combats.

### Personnages des 3 premiers tomes
- Nakamura Kogaratsu : jeune samouraï du Hoso-i.

- Sire Kishiji Yoshida : seigneur du Hoso-i, mort par seppuku lors de l'attaque de son château en 1598.
- Sire Kishiji Mitsuru : usurpateur de la province du Hoso-i, frère de Yoshida.
- Sire Kishiji Bando : fils et héritier caché de Yoshida.

- Maître Shimura Yemitsu : samouraï de Yoshida qui a prêté allégeance à Mitsuru et se fait passer pour fou pour cacher Bando.
- Princesse Tokugawa Ishi : nièce du shogun promise en mariage à Mitsuru et maîtresse de Kogaratsu.
- Matsumoto[1] : chef des samouraïs de Mitsuru, dit « Cul-de-fer ».

- Saïta, Arakawa, Shoji, Sato, Nazako, Noriaki, Uke, Imashi, Yeshi Tobei : samouraïs de Mitsuru sous les ordres de Matsumoto.
- Kampaï, Shinko, Wakaru, Hano : gardes de la porte frontière d'Amateratsu.
- Sire Tokkuri : beau-frère de Mitsuru commandant l'armée de renfort envoyée par le shogun.
- Takama : samouraï de l'armée de Tokkuri, petit-fils du général Kotaro.
- Iku : dame de compagnie de Mitsuru qui lui prépare ses pipes d'opium.

- Mishito : samouraï de Bando.
- Kakeî : ex-samouraï de Yoshida fabriquant d'arquebuses.
- Fujita : ex-samouraï de Yoshida qui complote contre Bando.
- Arigata : ex-samouraï de Yoshida qui complote avec Fujita.
- Ihara Senso : ex-samouraï de Yoshida et maître ninja.
- Akushi le nain : bûcheron de la montagne.
- Enjo : fille de joie d'une auberge de village qui soigne Kogaratsu.
- Bunka : moine gardien du trésor des etas.
- Ikko : canonnier.

- Sire Murashigé : représentant du shogun escortant la princesse Ishi.
- Dame Shino : dame de compagnie d'Ishi.
- Padre Ortega : Jésuite évangélisateur.
- Taïko Kimenabe : maître d’arme de la maison Tokugawa qui accompagne Ortega.

## La série

### Développement
Après avoir créé en 1979 deux séries d'aventure historique de samouraïs, Mutsuro pour le journal Tintin et Hito le Banni pour le magazine Spatial, Marc Michetz poursuit avec  Kogaratsu pour Spirou au début des années 1980. C'est Bosse qui scénarise cette passion pour les arts martiaux et le Japon médiéval.
Depuis la première apparition du personnage dans le magazine belge no 2338 du 3 février 1983, la réussite permet à Bosse de se consacrer davantage à l'écriture qu'aux dessins.

## Publications

### Revue
Nakamura Kogaratsu apparaît pour la première fois sur la couverture du magazine Spirou no 2338, le 3 février 1983, d'où commence son aventure Le Mon au lotus de sang à suivre treize semaines durant. Deux ans après, à nouveau sur la couverture du no 2459 du 28 mai 1985, il se lance dans Le Trésor des Etas jusqu'au no 2462, en juin. Après cent numéros écoulés, une troisième histoire sur Le Printemps écartelé se morfond au no 2559 du 28 avril 1987 pendant cinq semaines. Un récit complet Le Petit Nouvel an de onze planches s'offre, trois jours avant Noël, au no 2593 du 22 décembre 1987. L'année suivante, les lecteurs retrouvent le personnage dans Le Pont de nulle part à suivre seulement en deux semaines, du no 2609 du 12 avril 1988 au no 2610 et, toujours dans la même année, dans La Renarde au no 2632 du 21 septembre 1988, également en deux semaines. En 1989 apparaissent deux récits complets dont cinq planches de Champignon jaune au no 2655  du 1er mars et dix planches de Le Forgeron, no 2685 du 27 septembre.
Enfin, après quatre années d'absence, une nouvelle aventure Le Dos du tigre à suivre du no 2830 du 8 juillet 1992 jusqu'au no 2839. Cinq ans plus tard, il revient avec L’Autre Moitié du ciel au no 3100 du 10 septembre 1997, dix semaines durant.
À l'aube du millénaire, La Stratégie des phalènes est imprimée au no 3257 du 13 septembre 2000. Deux ans plus tard, une dernière aventure Rouge Ultime dans le journal du no 3359 du 28 août 2002.

### Éditions originales
- 0 Le Pont de nulle part, Dupuis, Repérages, 1991
Scénario : Bosse - Dessin et couleurs : Michetz
- 1 Le Mon au lotus de sang, Dupuis coll. Aventures, Marcinelle, 1985
Scénario : Bosse - Dessin et couleurs : Michetz - 2-8001-1064-3
- 2 Le Trésor des Etas, Dupuis, Dupuis Aventures, 1986
Scénario : Bosse - Dessin et couleurs : Michetz
- 3 Le Printemps écartelé, Dupuis, Repérages, 1986
Scénario : Bosse - Dessin et couleurs : Michetz
- 4 Le Dos du tigre, Dupuis, Repérages, 1992
Scénario : Bosse - Dessin et couleurs : Michetz
- 5 Par-delà les cendres, Dupuis, Repérages, 1994
Scénario : Bosse - Dessin et couleurs : Michetz
- 6 L’Homme sur la vague, Dupuis, Repérages, 1995
Scénario : Bosse - Dessin et couleurs : Michetz
- 7 L’Autre Moitié du ciel[14], Dupuis, Repérages, 1997
Scénario : Bosse - Dessin et couleurs : Michetz
- 8 Sous le regard de la lune, Dupuis, Repérages, 1999
Scénario : Bosse - Dessin et couleurs : Michetz
- 9 La Stratégie des phalènes, Dupuis, Repérages, 2000
Scénario : Bosse - Dessin et couleurs : Michetz
- 10 Rouge Ultime, Dupuis, Repérages, 2002
Scénario : Bosse - Dessin et couleurs : Michetz
- 11 Fournaise, Dupuis, Repérages, 2008
Scénario : Bosse - Dessin et couleurs : Michetz
- 12 Le Protocole du mal, Dupuis, Grand Public, 2010
Scénario : Bosse - Dessin et couleurs : Michetz
- 13 Taro, Dupuis, Grand Public, 2014
Scénario : Bosse - Dessin et couleurs : Michetz

### Intégrale
- L'Intégrale, Dupuis, 2010
Scénario : Bosse - Dessin et couleurs : Michetz - Format : 17,5 x 24,5 cm - 200 pages - Comprend les tomes 1 à 4